# Акация серебристая
Ака́ция серебри́стая, или Акация подбелённая (лат. Acācia dealbāta), — вид деревьев из рода Акация (Acacia) семейства Бобовые (Fabaceae).

## Распространение и экология
Родина акации серебристой — юго-восточное побережье Австралии и остров Тасмания. Широко распространилась и натурализовалась в Южной Европе, Южной Африке, на западе США, на Азорских островах и Мадагаскаре.
В России (на Черноморском побережье Кавказа) этот вид в культуре с 1852 года.
Растет на бедных, сухих почвах, не выносит известковых почв. Является азотонакопителем, как и другие бобовые. При −10 °C обмерзает. Размножается семенами и вегетативным путём.

## Ботаническое описание
Вечнозелёное быстрорастущее дерево высотой 10—12 м (на родине до 45 м) с раскидистой кроной. Ствол 60—70 см в диаметре. Кора ствола и ветвей от серо-бурого до коричневого цвета, с большим количеством неглубоких трещин, из которых нередко выступает камедь. Молодые ветви оливково-зелёные. Ветви и листья растения имеют лёгкий серо-зелёный налёт, за что эта акация и получила название серебристой.
Листья очерёдные, дважды перисто-рассечённые, длиной до 10—20 см. Состоят из 8—24 пар серо-зелёных, мелких, удлинённых листочков первого порядка. Каждый листочек первого порядка имеет до 50 пар продолговатых листочков второго порядка шириной около 1 мм. Главный черешок листа у основания несколько вздутый; на верхней стороне главной жилки листа у основания листочков первого порядка располагаются круглые желёзки, выделяющие во время цветения медовую жидкость.
Цветки серовато-жёлтые, очень мелкие, пахучие, собраны по 20—30 в шаровидные головки диаметром 4—8 мм; головки собраны в кистевидные соцветия, которые в свою очередь собраны в метёлки. Чашечка колокольчатая, пятизубчатая. Венчик пятилепестный; лепестки широколанцетные или яйцевидные, заострённые. Тычинки многочисленные, свободные, на длинных жёлтых или оранжевых нитях, далеко выступающих из венчика. Пестик с верхней одногнёздной завязью, длинным столбиком и небольшим рыльцем. Столбик, как и тычинки, сильно выдаётся из венчика.
Плоды акации — плоские, продолговатые, удлинённо-ланцетные, тупые, светло- или фиолетово-коричневые бобы длиной 1,5—8 см и шириной 0,8—1 см, с отдельными гнёздами. Семена — очень твёрдые, тёмно-коричневые или чёрные, плоские, матовые или чуть блестящие, эллиптические, размером 3—4 мм.
Одичавшая и зимостойкая акация серебристая цветёт начиная с конца января и до середины апреля. Плодоносит дерево в августе — сентябре.
| |  |  |  |  |  |  |
| Слева направо: Кора, лист, соцветие (увеличено), часть соцветия (под микроскопом), соцветия, плоды, семена |  |  |  |  |  |  |

## Лекарственное растительное сырьё
С лечебной целью используют кору акации и раствор её камеди.
Камедь растения содержит полисахарид арабан (до 76 %). В коре найдены дубильные вещества смешанного типа (15—25 %). Из цветков получают масло (до 0,9 %), в состав которого входят: два углеводорода, анисовый альдегид, пальмитиновый альдегид, эфиры анисовой, пальмитиновой и уксусной кислот, энантовая и ангеликовая кислоты; небольшое количество фенолов и спирт с сильным запахом амбры. Пыльца содержит флавоноидные соединения.
Раствор камеди используется как обволакивающее средство внутрь, в клизмах — при воспалении и язвах желудочно-кишечного тракта; для уменьшения раздражающего действия и замедления всасывания других лекарственных веществ.

## Хозяйственное значение и применение
Обычна в садах Средиземноморской области, где разводится как декоративное дерево, цветущие побеги которого вывозят в северные страны.
Растение даёт ценную древесину, идущую для переработки в целлюлозу.
Цветки содержат эфирное масло, которое выделяют экстракцией петролейным эфиром с выходом 0,1—0,15 %. Это масло — мазеобразная жидкость жёлтого цвета с сильным ароматом. Применяется оно при изготовлении парфюмерных изделий. Сбор цветков производят вручную во время цветения.
Кора акации серебристой содержит 15—20 % дубильных веществ, преимущественно таннинов, которые используются для технических целей и могут быть источником медицинского таннина.
Камедь акации серебристой содержит до 76 % арабина и может быть использована для получения гуммиарабика, применяемого в качестве обволакивающего средства и эмульгатора.

### Выращивание в культуре
Семена высевают по три—пять штук в лунку, на расстоянии 3—4 м. Уход за плантацией (только в первые три—четыре года) состоит в прополке сорняков и рыхления. В первые два—три года акация серебристая быстро развивается, давая прирост в год в среднем 2 м. Трёхлетние деревья часто достигают 6—7 м. Высота взрослого дерева — до 20 м.

## Систематика

### Таксономия
Вид Акация серебристая входит в род Акация (Acacia) трибы Acacieae подсемейства Мимозовые (Mimosoideae) семейства Бобовые (Fabaceae) порядка Бобовоцветные (Fabales).
|  |                                      |  |                                                             |                                                             |                   |  | ещё три семейства (согласно Системе APG II) | ещё три семейства (согласно Системе APG II)    |                                                |  |  |  | ещё около 80 родов   | ещё около 80 родов     |  |  |
|  |                                      |  |                                                             |                                                             |                   |  | ещё три семейства (согласно Системе APG II) | ещё три семейства (согласно Системе APG II)    |                                                |  |  |  | ещё около 80 родов   | ещё около 80 родов     |  |  |
|  |                                      |  |                                                             | порядок Бобовоцветные                                       |                   |  |                                             |                                                | подсемейство Мимозовые                         |  |  |  |                      | вид Акация серебристая |  |  |
|  |                                      |  |                                                             | порядок Бобовоцветные                                       |                   |  |                                             |                                                | подсемейство Мимозовые                         |  |  |  |                      | вид Акация серебристая |  |  |
|  | отдел Цветковые, или Покрытосеменные |  |                                                             |                                                             | семейство Бобовые |  |                                             |                                                | род Акация                                     |  |  |  |                      |                        |  |  |
|  | отдел Цветковые, или Покрытосеменные |  |                                                             |                                                             |                   |  |                                             |                                                |                                                |  |  |  |                      |                        |  |  |
|  |                                      |  | ещё 44 порядка цветковых растений (согласно Системе APG II) | ещё 44 порядка цветковых растений (согласно Системе APG II) |                   |  |                                             | ещё два подсемейства (согласно Системе APG II) | ещё два подсемейства (согласно Системе APG II) |  |  |  | ещё около 1300 видов |                        |  |  |
|  |                                      |  |                                                             | ещё 44 порядка цветковых растений (согласно Системе APG II) |                   |  |                                             |                                                | ещё два подсемейства (согласно Системе APG II) |  |  |  |                      |                        |  |  |

## Мимоза и акация
В России и некоторых других странах в обиходе акацию серебристую часто неправильно называют мимозой. Серебристая акация широко распространена на Черноморском побережье Кавказа, и именно её цветущие побеги являлись традиционным подарком в бывшем СССР в Международный женский день.